# Mála biblia z-kejpami
Mála biblia z-kejpami (Mala biblija s slikami) je šolska biblija vprekmurščini od Petra Kolarja turniškega kaplana.
Kolarjeva Mála biblija je prevod madžarske veroučne knjige Kis képes biblia Józsefa Gerelya, ki ga Ferenc Ivanoci tudi posebej zapiši v tišinski kroniki. Prva krajša izdaja je objavljena 1897, ki ima 70 strani. Založili so jo pri Društvu Svetega Štefana v Budimpešti: Mála biblia z-kejpami ali zgodba zvelicsanya za málo decsiczo, za I-II razréd normálszke sôle piszana po Gerely Józsefi. Leta 1898 se objavi popolna izdaja z 208 stranmi: Mála biblia z-kejpami ali zgodba zvelicsanya za málo decsiczo za III-V razréd normálszke sôle piszana po Gerely Józsefi. V istem letu se pripravi tretja izdaja: Mála biblia z-kejpami ali zgodba zvelicsanya za málo decsiczo za I-II razréd normálszke sôle piszana po Gerely Józsefi.
Mála biblia z-kejpami ima pomembne zgodbe Stare in Nove zaveze z nadrobnim besedilom.
1. Ézsau i Jákob. – Izsák szi je, da bi 40 lejt sztar bio, za zseno zeo Rebekko, háránszkoga Lábána mlájso szesztro. Izsák sze je dosztakrát molo Bogi, naj nyima dá dejte, ali Goszpod je szamo za 20 lejt szupono nyegovo prosnyo. Te szta sze nyima dvá sziná narodila; Ezsau i Jákob. Koszmátoga tejla i divje nature Ezsau je lovecz i polodelavecz posztao, krotek Jákob pa pasztér. Izsák je Ezsaua lübo, Rebekka pa Jákoba.

2. Ézsau odá praviczo prvorodjensztva. – Vu sztárom vrejmen je prvorodjeni szin dobo szvojgo ocsé szlednyi blagoszlov i po ocsinszkoj szmrti je on bio gláva familie.
Da je tak prvorodjen Ezsau bio, on meo záto praviczo prvorodjensztva. – Eden dén je Ezsau jáko trüden prisao domó z-polá. Jákob je te rávno lécso kühao. Gda bi Ezsau to lécso zagledno, eto je pravo brati:

– Dáj mi z-té kühane hráne, ar szam jáko lacsen.

Jakob je etak odgovoro:

– Odaj mi za nyo tvoje prvorodjensztvo.

I Ezsáu je odao szvojga prvorodjensztva praviczo – za edno szkledo lécse.
Leta 2013 je Bojan Zadravec izdal faksimile Mále biblije ter molitvenika Mikloša Küzmiča Kniga molitvena.